# Puig Ventós (Anglès)
El Puig Ventós és una muntanya de 305 metres que es troba al municipi d'Anglès, a la comarca de la Selva.